# Barney Thomson legendája
A Barney Thomson legendája (The Legend of Barney Thomson) 2015-ben bemutatott brit vígjáték-thriller, melynek elsőfilmes rendezője és főszereplője Robert Carlyle, további fontosabb szerepekben Emma Thompson és Ray Winstone látható.

## Cselekmény
Barney Thomson átlagos életű, visszahúzódó ember, aki borbélyként dolgozik egy üzletben. Ám a véletlenek kusza sorozata következtében sorozatgyilkos válik belőle, aminek ő egyáltalán nem örül és nem is akarta, hogy így legyen. Hozzáértés híján nem is nagyon tudja, hogy most mihez kezdjen, és az anyukájától kér segítséget, akiről kiderül, hogy valójában hidegvérű gyilkos. Amikor a rendőröknek is kezd gyanússá válni a helyzet, és Barney-t is elkezdik kérdezgetni, már nem babra megy a játék, és a férfi lába alatt egyre forróbb lesz a talaj.

## Szereplők
- Robert Carlyle – Barney Thomson
- Emma Thompson – Cemolina, Barney anyja
- Ray Winstone – Holdall
- Ashley Jensen – June Robertson detektív felügyelő
- Kevin Guthrie – MacPherson detektív
- Sam Robertson – Detective Sergeant Sam Jobson detektív őrmester
- Brian Pettifer – Charlie, Barney barátja
- Stephen McCole – Wullie Henderson, Barney főnöke
- Eileen McCallum – Mrs. Gaffney
- James Cosmo – James Henderson, Wullie apja és a borbélyüzlet tulajdonosa
- Barbara Rafferty – Jean Monkrieff

## Fogadtatás
A Rotten Tomatoes-on a film 59%-ban kapott pozitív kritikákat, egy tízes skálán átlagosan hatos értékeléssel. A Metacritic weboldalon 100-ból 59 pontot kapott a film, kilenc kritika alapján.
2015-ben elnyert két BAFTA-díjat, az egyiket a legjobb filmért, a másikat pedig Emma Thompson kapta, mint a legjobb színésznő. Robert Carlyle két jelölést kapott ezen a BAFTA díjátadón, az egyiket a legjobb színész, a másikat pedig a legjobb rendező kategóriában. A filmet 2015-ben az Edinburgh-i filmfesztiválon Michael Powell (A legjobb brit filmnek járó díj) díjra jelölték.